# Ottersum
Ottersum is een kerkdorp en onderdeel van Gennep in de Nederlandse provincie Limburg. Het werd opgeheven als zelfstandige gemeente per 1 januari 1973. De gemeente Ottersum bestond op dat moment uit 2.701 hectare met 5.157 inwoners. Op 1 januari 2023 telde het dorp 2.040 inwoners.
Het is gelegen aan de N291 en de rivier de Niers. Op de derde dag van de Nijmeegse Vierdaagse lopen de 50-km-lopers door de kern van Ottersum. 

## Naamgeving
De naam zou ontstaan zijn rond 700 in de Frankische tijd. Een rijke edelman Odomar bouwde naar verluidt zijn boerenhof, een heem: Odomars heem. Dit werd allengs verbasterd tot Ottersum.

## Geschiedenis

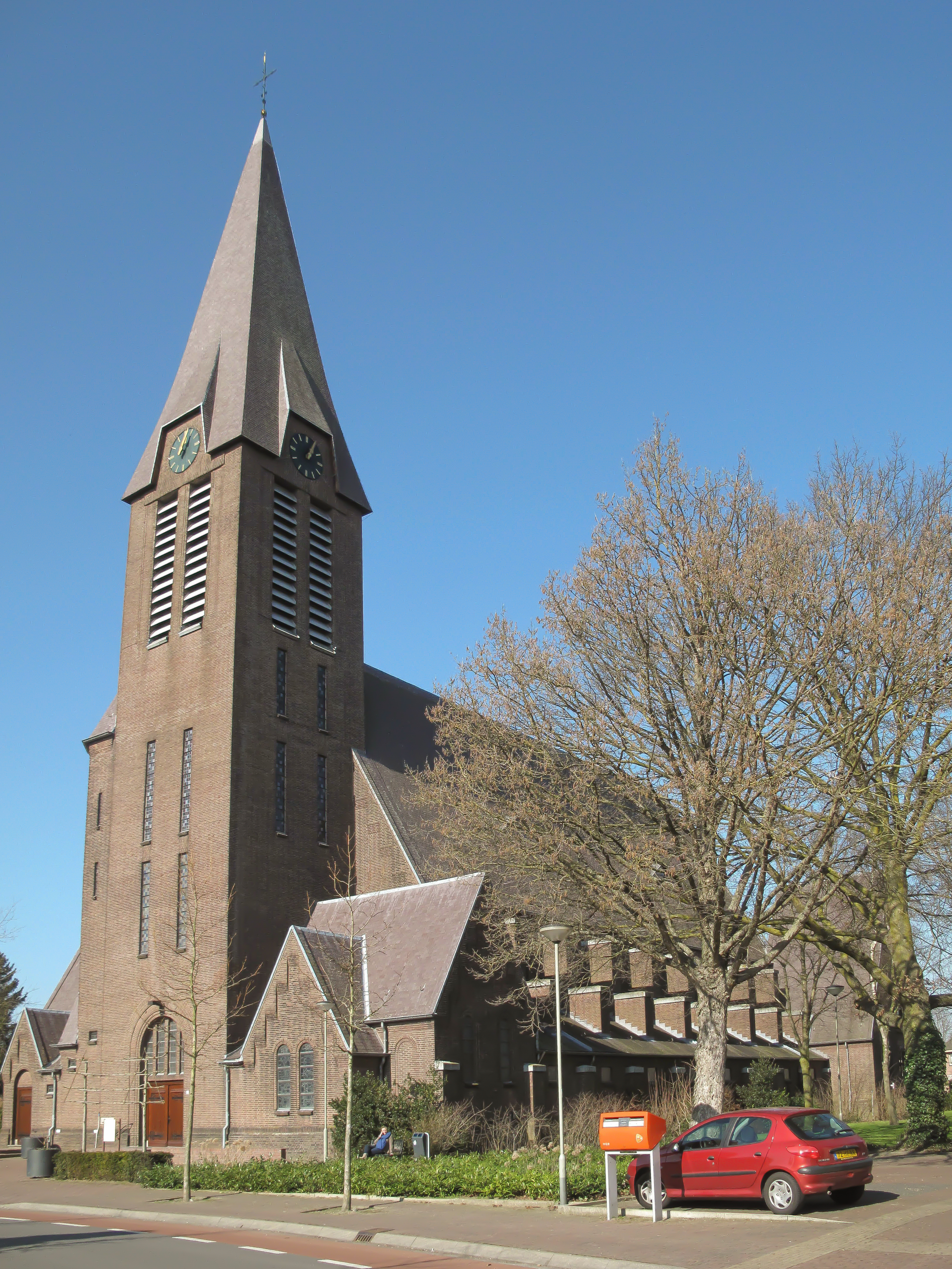
Ottersum, de Johannes de Doperkerk

Rond het jaar 1000 zou een kapel in Ottersum zijn gesticht, maar de exacte stichting van Ottersum is onbekend. Het dorp viel onder de schepenbank van Gennep en tevens de heerlijkheid daarvan. De bezitters van de ridderhofstad in Ottersum, Nergena (tegenwoordig in Duitsland gelegen), noemden zich Heren van Ottersum.
Nadat de Ottersummers tol moeten gaan betalen om Gennep te betreden, werd aangevangen met de bouw van een eigen kerk rond 1350. Zoals gebruikelijk in die tijd wordt de nieuwe kerk gewijd aan Lambertus, omdat in de nabijheid een Sint-Martinuskerk ligt.
Vanaf 1449 valt Ottersum onder Kleefs bestuur. Na het uitsterven van het Kleefse vorstenhuis in 1609 wisselt het gezag verschillende keren, waarbij het tussen 1631 en 1635 in een neutrale zone lag.
In 1775 brandde de pastorie van Ottersum af, waardoor veel historische stukken verbrand zijn.
Door de Franse bezetting werd Ottersum in 1800 ingedeeld bij de mairie Kessel. Na de val van Napoleon en het Congres van Wenen werd besloten dat Pruisen de Maasscheepvaart niet mag beïnvloeden. Met “een kanonschot” (800 Rijnlandse roeden, ca. 3.000 m) keek men hoe ver Pruisen van de Maas moest komen te liggen. Hierdoor kwam Ottersum binnen het nieuw te vormen Verenigd Koninkrijk der Nederlanden te liggen en Kessel in Pruisen. Vanaf 1815 was Ottersum een zelfstandige, Nederlandse gemeente.
De verschillende buurtschappen van mairie Kessel werden verdeeld over de twee gemeentes Ottersum en Kessel in de twee verschillende landen. De nieuwe burgemeester van Ottersum werd echter bij een werkbezoek aan Het Ven en Dam in 1817 door drie gewapende mannen weggestuurd; het zou Pruisisch grondgebied zijn volgens hen. Na enkele maanden erkende Pruisen dan toch dat het Nederlands grondgebied betrof (zie Traktaat van Aken).
Een fusie van de gemeente Ottersum met de gemeente Gennep in 1829 op verzoek van Koning Willem I vond niet plaats. Waarschijnlijk heeft de Belgische Revolutie een streep door het plan gehaald. Tussen 1830 en 1839 was de gemeente de meest noordelijke van het nieuwe koninkrijk België. Het Verdrag van Londen maakte een einde aan deze situatie; Ottersum werd weer Nederlands.
In 1913 had de gemeente 2.574 inwoners, de kom van Ottersum 493. Het had een oppervlakte van 2723 ha, waarmee het een bevolkingsdichtheid had van 94,53 inwoners per km².
In 1949 werd de Neutraleweg bij de gemeente gevoegd in het kader van de annexatie van Duits grondgebied. Jarenlang was de weg een gemeenschappelijk bezit van de gemeente en het Duitse Kleef.
Tot 1973 zou Ottersum een eigen gemeente blijven.

## Gemeente Ottersum

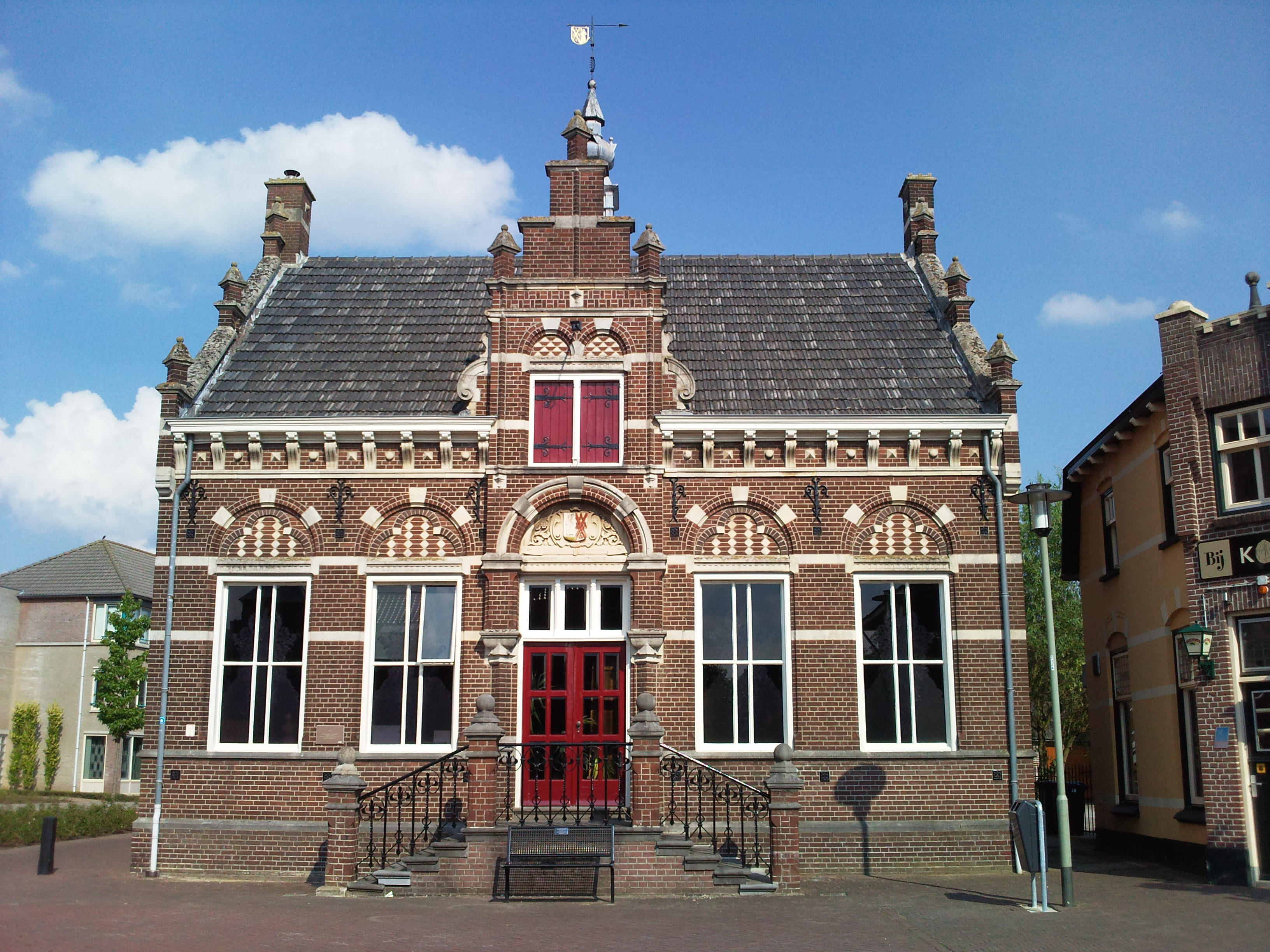
Ottersum, voormalig gemeentehuis

Tot de oude gemeente Ottersum behoorden de dorpen Milsbeek, Ven-Zelderheide en Ottersum, verder de buurtschappen Aaldonk, Dam, De Looi en IJsheuvel, Hekkens en Zelder. In 1973 werd de gemeente bij Gennep gevoegd dat van oudsher de regio domineert en ooit stadsrechten had. Bij de nieuwe gemeente werd ook uit de meer zuidelijke gemeente Bergen het dorpje Heijen aan Gennep toegevoegd. burgemeester Berger van Ottersum werd de burgemeester van de nieuw te vormen gemeente Gennep.
Het wapen van Ottersum is nog steeds te zien op het gebouw tegenover de Johannes de Doperkerk aan het Raadhuisplein. Dit gebouw is het voormalige gemeentehuis. In het wapen zijn het wapen van Gennep en Johannes de Doper te herkennen. De keuze voor deze heilige is opmerkelijk, omdat tot 1844 de patroon van de Ottersumse kerk Lambertus was. Het gedeelde schild is een keuze van de Hoge Raad van Adel; het voorstel van de gemeente Ottersum in 1896 was oorspronkelijk dat Johannes de Doper een schild zou vasthouden met het Gennepse wapen.
Het gemeentehuis werd in 1903 gebouwd en werd in 1986 gerestaureerd. Tegenwoordig is er een huisartsenpraktijk in gevestigd.
Tot Ottersum behoorde ook het, ten oosten van Gennep gelegen, complex Maria Roepaan.

## Natuur en landschap
Ottersum ligt op de rechteroever van de Niers, op ongeveer 9 meter hoogte. Ten zuiden van deze rivier ligt een zandig bosgebied op ongeveer 14 meter hoogte, waar zich het complex van Maria Roepaan bevindt. Ten noorden van Ottersum ligt een voormalig moerassig gebied, een grootschalig landbouwgebied, waar Aaidonkse Beek en Spiekerbeek herinneren aan een vroegere bedding van de Niers. Ten noorden van deze vlakte rijst aan de Duitse zijde van de grens het Reichswald op.

## Nabijgelegen kernen
- Gennep, Ven-Zelderheide, Milsbeek, Siebengewald, Heijen, Kessel (D)